# Filosofia grega

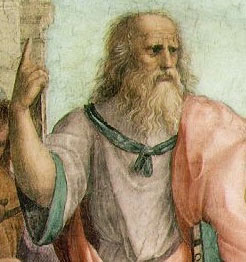
Plató

La filosofia grega és un període de la història de la filosofia comprès, aproximadament, entre el sorgiment de la filosofia occidental en el període presocràtic (segle VI aC) i la filosofia hel·lenística, que finalitzaria, segons la data convencionalment acceptada, en l'any 30 aC. De vegades, es denomina filosofia clàssica o filosofia antiga, si bé aquest període inclou també el pensament romà.
La societat grega presentava característiques peculiars: una estructura política basada en la polis, una religió politeista sense jerarquia i ortodòxia, una classe social emprenedora, dedicada al comerç i l'oci i amb amplis contactes amb altres cultures de la Mediterrània, així com una desenvolupada curiositat. La unió d'aquests elements, al costat d'un suposat geni grec, va propiciar l'aparició de noves explicacions sobre la natura i l'ésser humà, fins llavors només aclarides pels mites i les tradicions. L'expansió de la cultura grega durant l'hel·lenisme, la seva absorció per l'Imperi Romà, la posterior relació amb el cristianisme i la seva definitiva recuperació al segle xiii gràcies a traductors com Averrois, així com l'interès que durant el Renaixement es va professar a aquest conjunt de pensadors, van contribuir perquè la filosofia grega es continués estudiant, ja que es va convertir en un dels pilars de la cultura occidental.
Les etapes en què se sol dividir la filosofia grega són:
- Filosofia presocràtica
- El pensament clàssic: Sòcrates, Plató i Aristòtil
- Filosofia hel·lenística

La filosofia grega va sorgir a partir de les primeres reflexions dels presocràtics, centrades en la natura, tenint com a base el pensament racional o logos. L'objectiu dels filòsofs presocràtics era trobar l'arkhé, o element primer de totes les coses, origen, substrat i causa de la realitat o cosmos. La recerca d'una substància permanent enfront del canvi, de l'essència enfront de l'aparença, de l'universal enfront del particular, serà el que establiria les bases de les posteriors explicacions filosòfiques.